# Simon Lundevall
Lars Simon Lundevall, född 23 september 1988 i Eskilstuna Klosters församling, är en svensk fotbollsspelare (mittfältare) som spelar för IFK Eskilstuna. Han har tidigare bland annat spelat för klubblagen Eskilstuna City, Västerås SK, Gefle IF, IF Elfsborg och Halmstads BK samt gjort en match för det svenska landslaget.

## Karriär
Lundevall var 2010 med och spelade upp Västerås SK till superettan innan han under sommaren 2011 tog klivet till allsvenska Gefle IF. Efter en tyngre inledning fick han rejäl snurr på spelet och blev utsedd till årets idrottsman i Gästrikland 2013. I januari 2015 gjorde han sin enda A-landskamp, i en match mot Finland.
Under hösten 2014 skrev Lundevall på för IF Elfsborg och efter en något trevande inledning även här lossnade allt rejält under hösten 2016. Han slutade tvåa i Allsvenskans assistliga och var ett av höstens absoluta utropstecken i ligan.
I december 2016 förlängde Lundevall sitt kontrakt i Elfsborg med tre år. Han blev utsedd till "Månadens spelare i Allsvenskan" för juli 2017 i C Mores månatliga utnämning. Efter säsongen 2019 lämnade Lundevall klubben. Den 22 januari 2020 värvades Lundevall av indiska NorthEast United. Den 28 juli 2020 gick han till grekiska Volos.
Den 2 oktober 2020 värvades Lundevall av Halmstads BK, där han skrev på ett kontrakt över resten av säsongen. Fyra dagar senare debuterade Lundevall och gjorde två mål i en 5–1-vinst över Hässleholms IF i Svenska cupen. Utöver det spelade han två ligamatcher under säsongen 2020, då Halmstads BK blev uppflyttade till Allsvenskan. I december 2020 förlängde Lundevall sitt kontrakt med två år.
Den 11 juli 2022 blev Lundevall klar för IFK Eskilstuna i division 2.